# Коя (Гвинея)
Коя (фр. Coyah) — город в юго-западной части Гвинеи, в провинции Киндия. Административный центр префектуры Коя.

## Общая информация
Расположен приблизительно в 50 км от столицы страны, города Конакри, на высоте 95 м над уровнем моря. Промышленность представлена главным образом производством минеральной воды.

## Население
По данным на 2013 год численность населения города составляла 128 111 человек.
Динамика численности населения города по годам:
| 1983 | 1996   | 2013    |
| ---- | ------ | ------- |
| 1400 | 30 062 | 128 111 |

## Известные уроженцы
- Камара, Абдул Кабеле (род.1950) — гвинейский политический и государственный деятель.